# Ronald Sider
Ronald J. Sider (17 de setembre del 1939, Fort Erie, Canadà) és un teòleg canadenc nacionalitzat estatunidenc. És el fundador d'Evangèlics per a l'Acció Social, un grup que intenta desenvolupar solucions bíbliques als problemes socials i econòmics contemporanis. És membre també fundador de la Societat Religiosa Nacional per a l'Ambient.